# Pachydota peruviana
Pachydota peruviana là một loài bướm đêm thuộc phân họ Arctiinae, họ Erebidae.